# 米子看護高等専修学校
米子看護高等専修学校（よなごかんごこうとうせんしゅうがっこう）は、かつて鳥取県西部医師会が運営していた鳥取県米子市にあった准看護師養成所。

## 教育理念
准看護師として、生命の尊厳や人格の尊重のできる豊かな人間性を育成する。健康問題をもった人々とその家族のさまざまな考え方や人格を尊重し、
対象者の安楽に配慮し、療養上の世話や診療の補助を倫理に基づき、安全に実践できる知識・技術・態度を養うことをめざす。

## 沿革
- 1952年（昭和27年） - 准看護婦養成所として設立
- 1962年（昭和37年） - 鳥取県私立各種学校の認可を得て米子准看護学院に名称変更
- 1981年（昭和56年） - 高等専修学校の許可を得て米子看護高等専修学校に名称変更
- 2020年（令和2年）3月31日 - 閉校

## 姉妹校
- 一般社団法人鳥取県東部医師会附属鳥取看護高等専修学校
- 公益社団法人鳥取県中部医師会附属倉吉看護高等専修学校

## 学校関係者と組織

### 学校関係者一覧
- 赤沢弘毅（校長）